# 褚庄集站
禇庄集站是一个京沪线上的铁路车站，位于安徽省宿州市禇庄集镇，建于1920年，曾为四等站，2009年撤销，邮政编码为234101。目前客运：办理旅客乘降；行李、包裹托运；货运：办理整车货物发到；不办理危险货物发到。